# Sagovci
Sagovci (znanstveno ime Cycadales) so razred palmam podobnih golosemenk. Njihova preprosta zgradba ženskih cvetov pomaga razumeti razvojno zvezo med trosovkami in cvetnicami. 
Razširjene so bile v srednjem zemeljskem veku (mezozoik), danes živi le še nekaj tropsko-subtropskih vrst iz družine Cycadaceae. Južnojaponsko vrsto Cycas revoluta sadijo v Sredozemlju, v hladnejših predelih preživi le v rastlinjakih. Njihove toge liste (»palmove veje«) uporabljajo za pogrebne vence. Iz vrst Cycas circinalis in Cycas rumphii pridobivajo sago.